# Kungliga tennishallen
Kungliga tennishallen (oficiálně Kungl. Tennishallen, česky Královská tenisová hala) je tenisová hala ve švédském hlavním městě Stockholmu, která byla otevřena v říjnu 1943. Od roku 1969 se v ní koná nejstarší halový turnaj ATP Stockholm Open. V roce 1975 hala hostila Turnaj mistrů a finále Davisova poháru, v němž Švédsko proměnilo první finálovou účast v zisk „salátové mísy“ po výhře nad Československem.
Provozovatelem haly je Královský tenisový klub ve Stockholmu, který k roku 2023 zahrnoval 15 krytých, 6 otevřených a 8 squashových dvorců.

## Historie
Výstavbu tenisové haly ve švédské metropoli inicioval příznivec tenisu, král Gustav V. Realizace, podle návrhu architekta Stureho Fröléna, se uskutečnila díky finanční podpoře dárců, zejména bankéře Marcuse Wallenberga a prodejce aut Ernsta S. Nilsona. Náklady činily přibližně 3 miliony švédských korun (cca 60 milionů k roku 2023). Otevřena byla během druhé světové války 22. října 1943 za přítomnosti členů švédské královské rodiny a předsedy vlády Pera Albina Hanssona. Halu provozuje Královský tenisový klub ve Stockholmu (Kungl. Lawn Tennis Klubben) založený v roce 1896.
V 80. letech 20. století vzniklo v areálu klubu pět nových halových dvorců a ve 21. století došlo k rozšíření o dalších pět krytých kurtů. V roce 2003 začala rekonstrukce čtyřpodlažní haly a přilehlého areálu na ploše 33 tisíc m2, s odhadovanými náklady ve výši 50 milionů švédských korun. Architektonický návrh zpracoval ateliér Petera Hermelina a generálním dodavatelem se stal Peab Sweden.

## Události
V roce 1969 začala Kungliga tennishallen hostit nejstarší halový turnaj ATP Stockholm Open, jedinou mužskou událost na okruhu hranou ve specializované tenisové aréně. V ní se také konal Turnaj mistrů 1975, v jehož finále Ilie Năstase porazil Björna Borga. Finálový zápas se odehrál 7. prosince 1975. Dva týdny poté dovedl Borg v téže aréně švédské družstvo k první výhře v Davisově poháru, když ve finále ročníku 1975 vyhrál obě dvouhry a s Bengtsonem i čtyřhru nad tenisty Československa. Hala se po Bukurešti stala druhým dějištěm finále Davis Cupu, hraného od roku 1900, mimo území Spojených států, Velké Británie, Austrálie či Francie.
Kromě tenisových utkání v hale proběhly také turnaje v boxu a krasobruslařka Sonja Henie se představila na ledě. Mezi koncertující umělce se zařadili Louis Armstrong, Beatles, Rolling Stones, Pink Floyd, David Bowie či The Who.

## Galerie

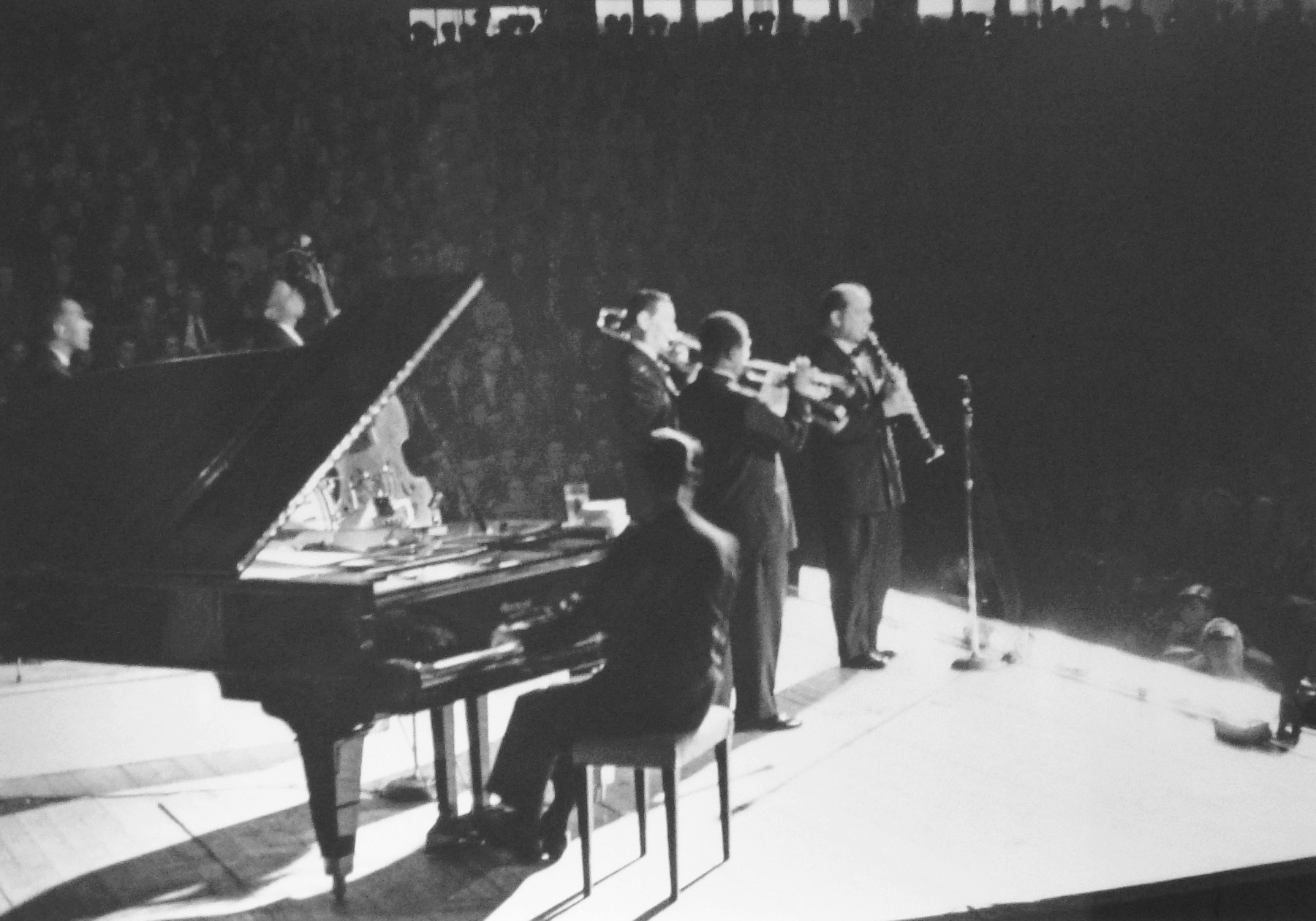
Louis Armstrong a Jack Teagarden, říjen 1949
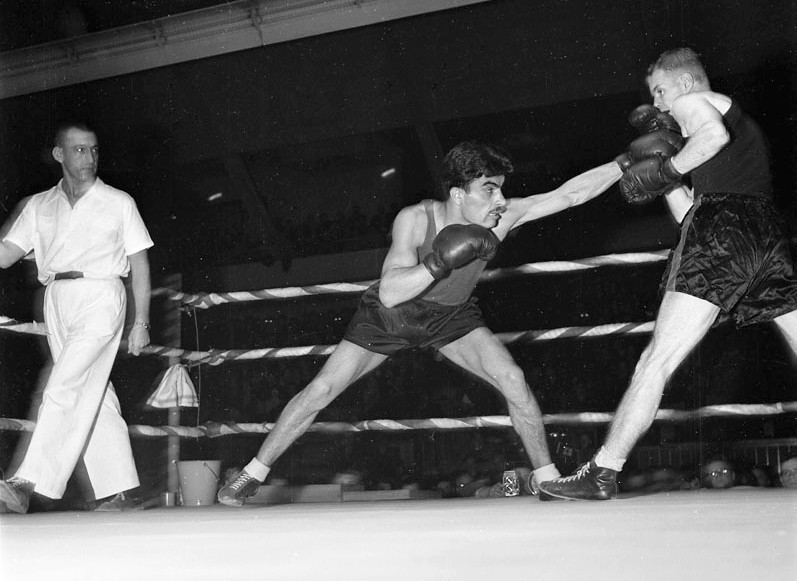
Box, říjen 1951
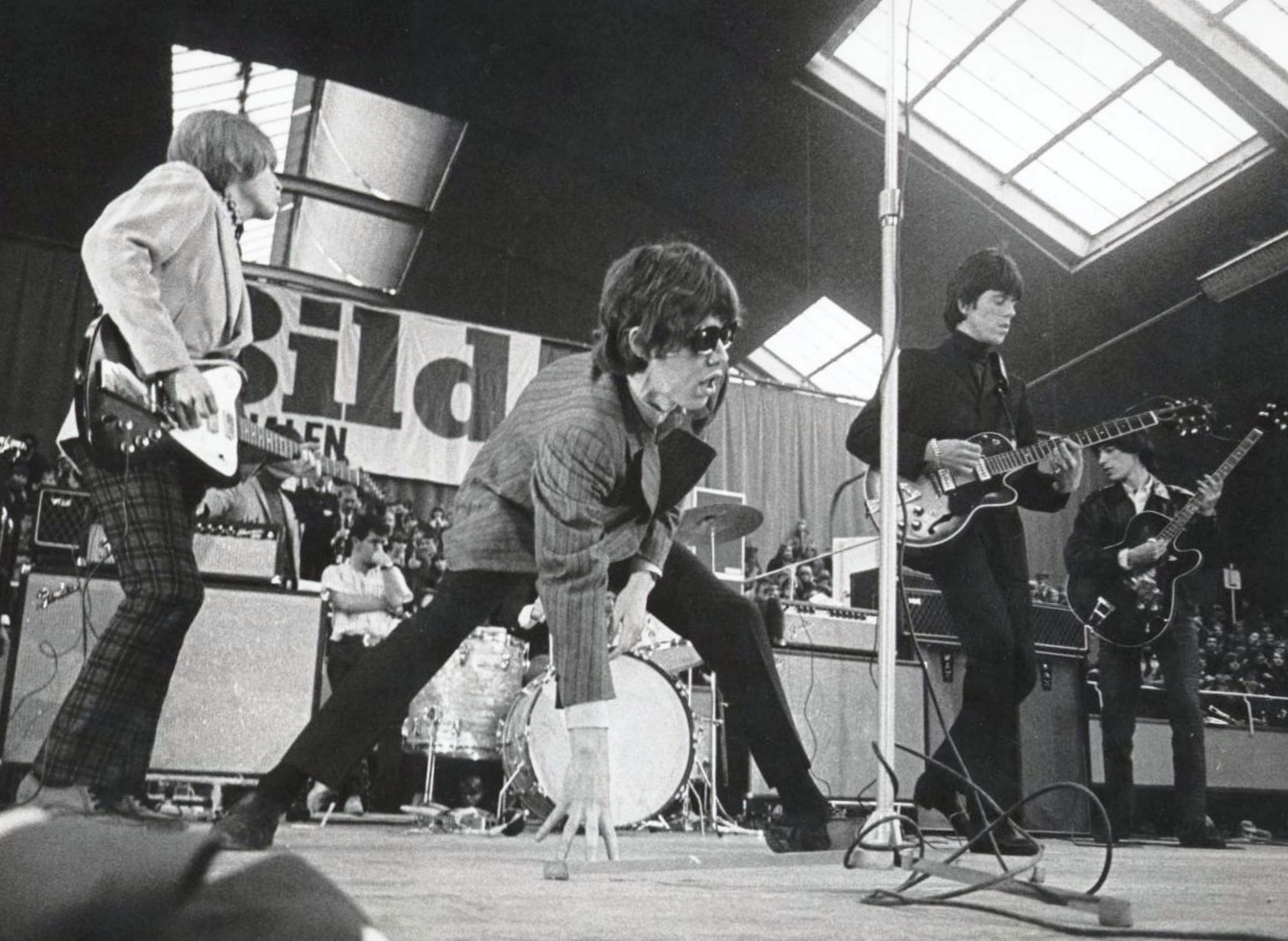
Rolling Stones, duben 1966
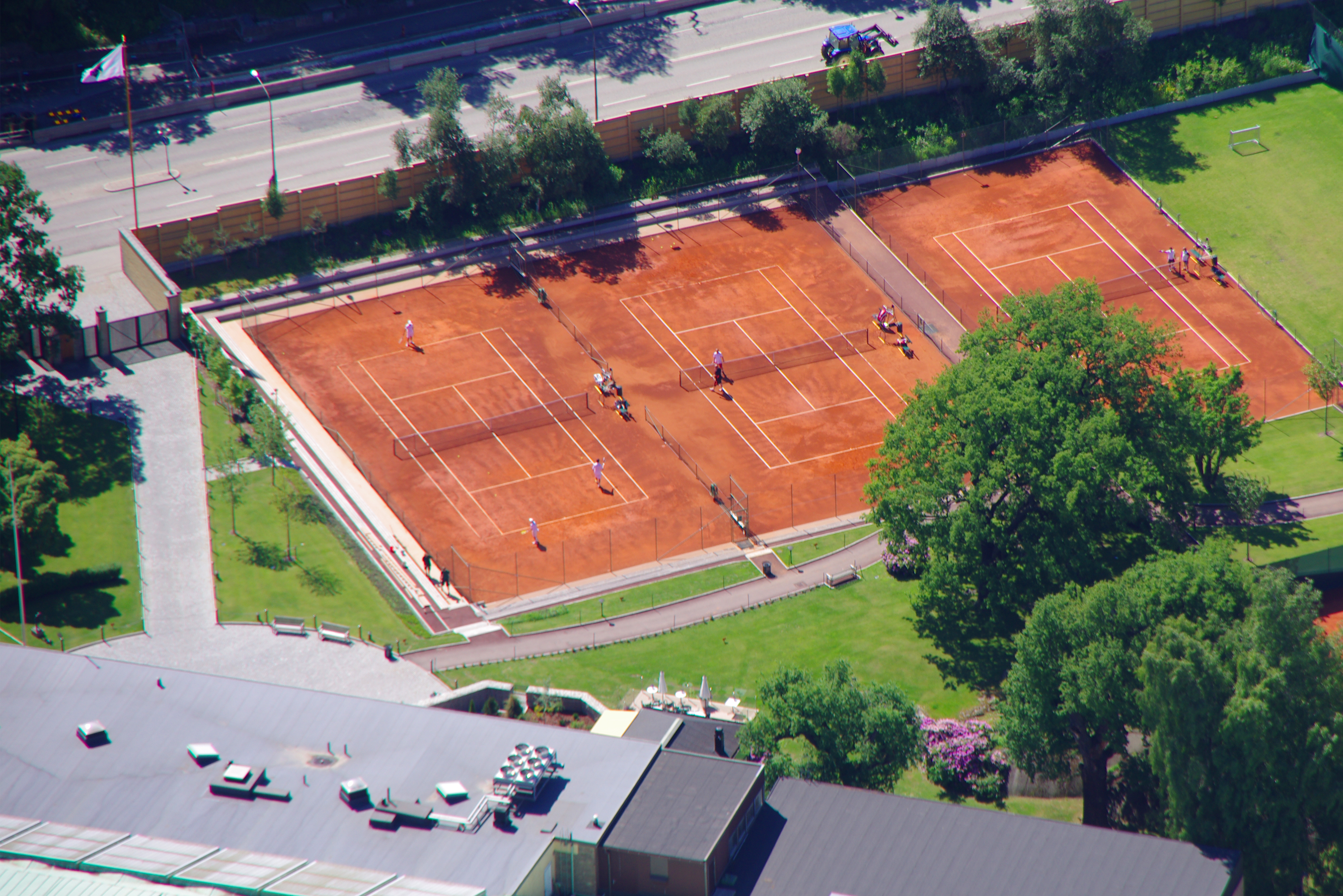
Dvorce před halou
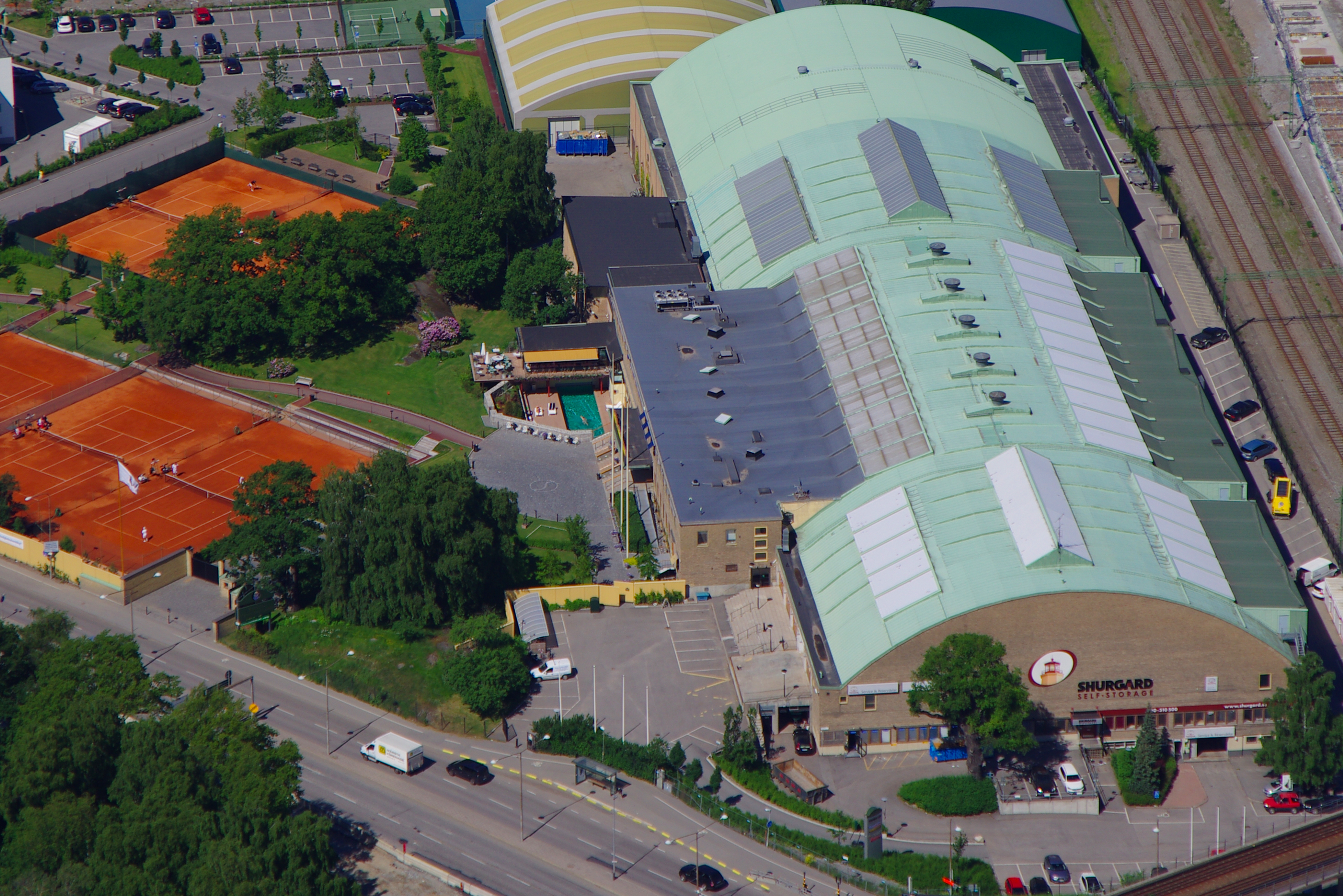
Letecký snímek haly
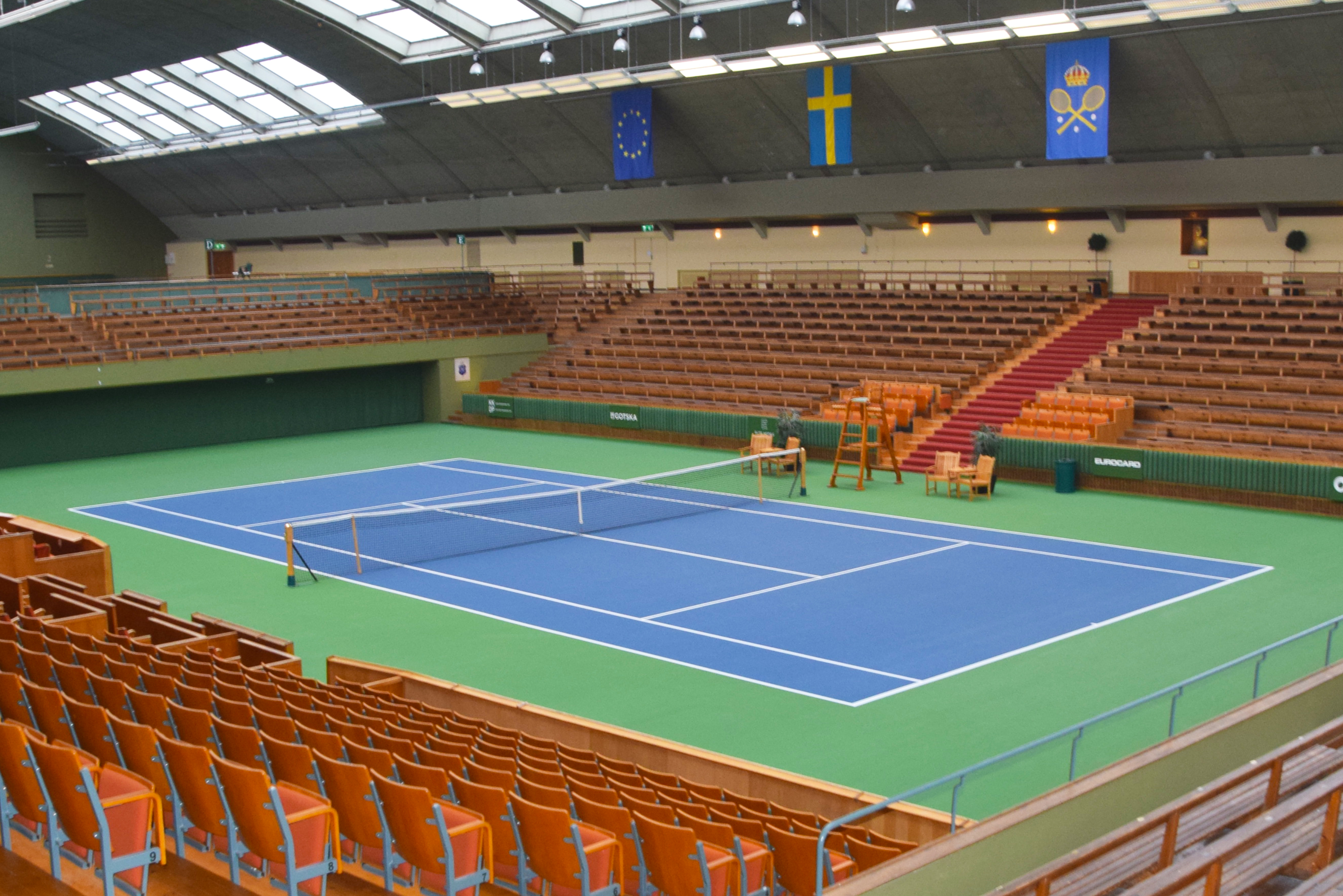
Centrální dvorec
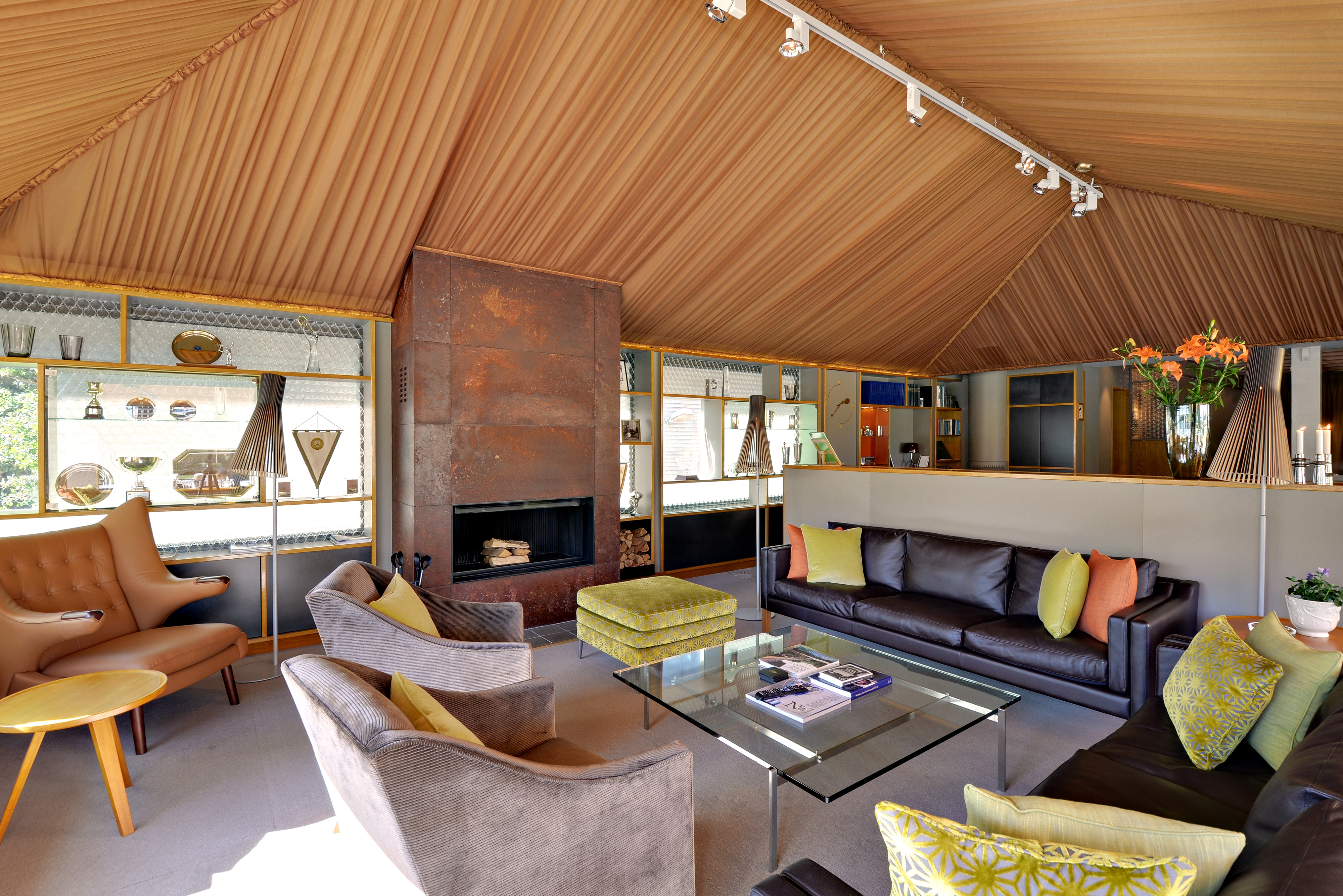
Klubovna
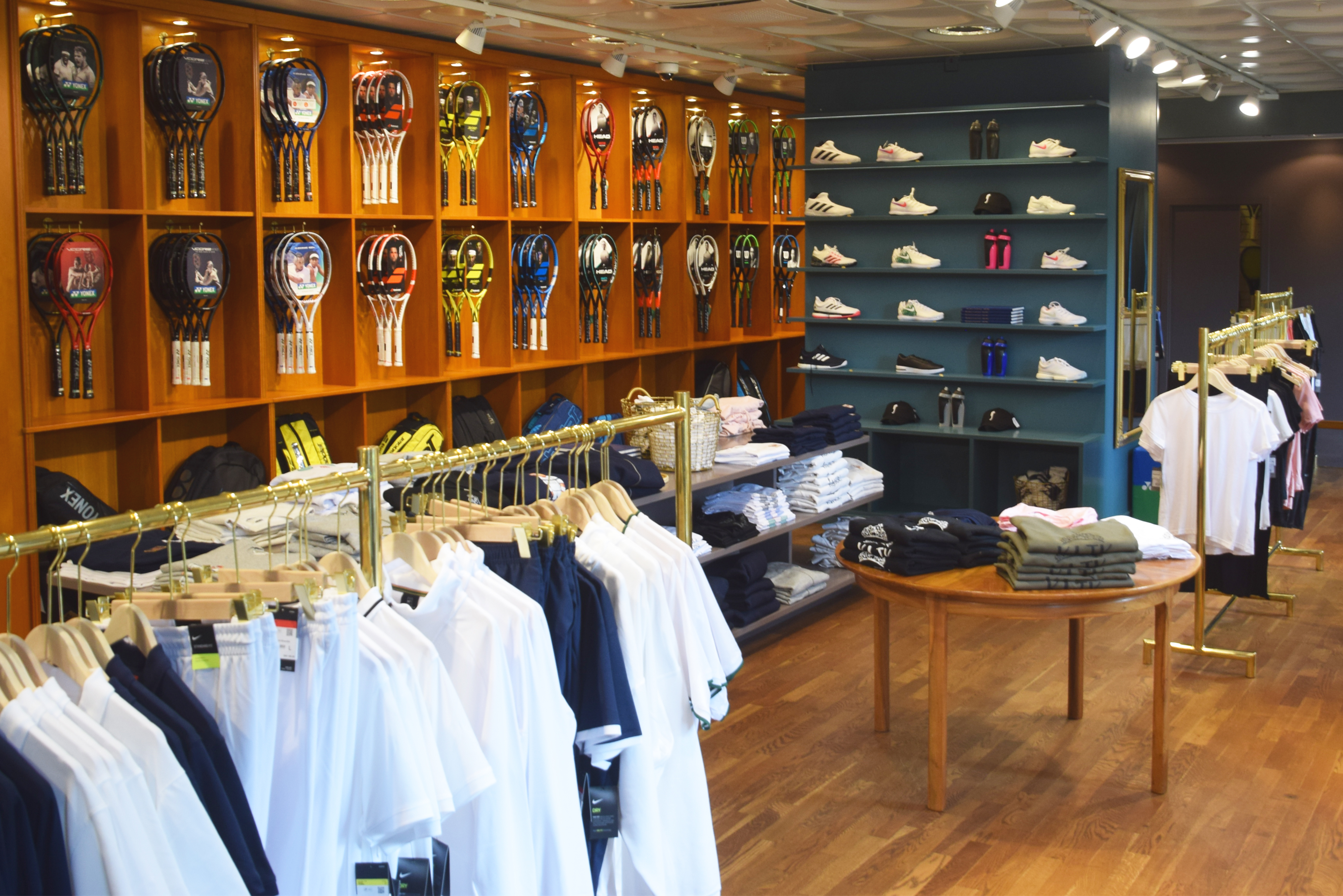
Butik klubu
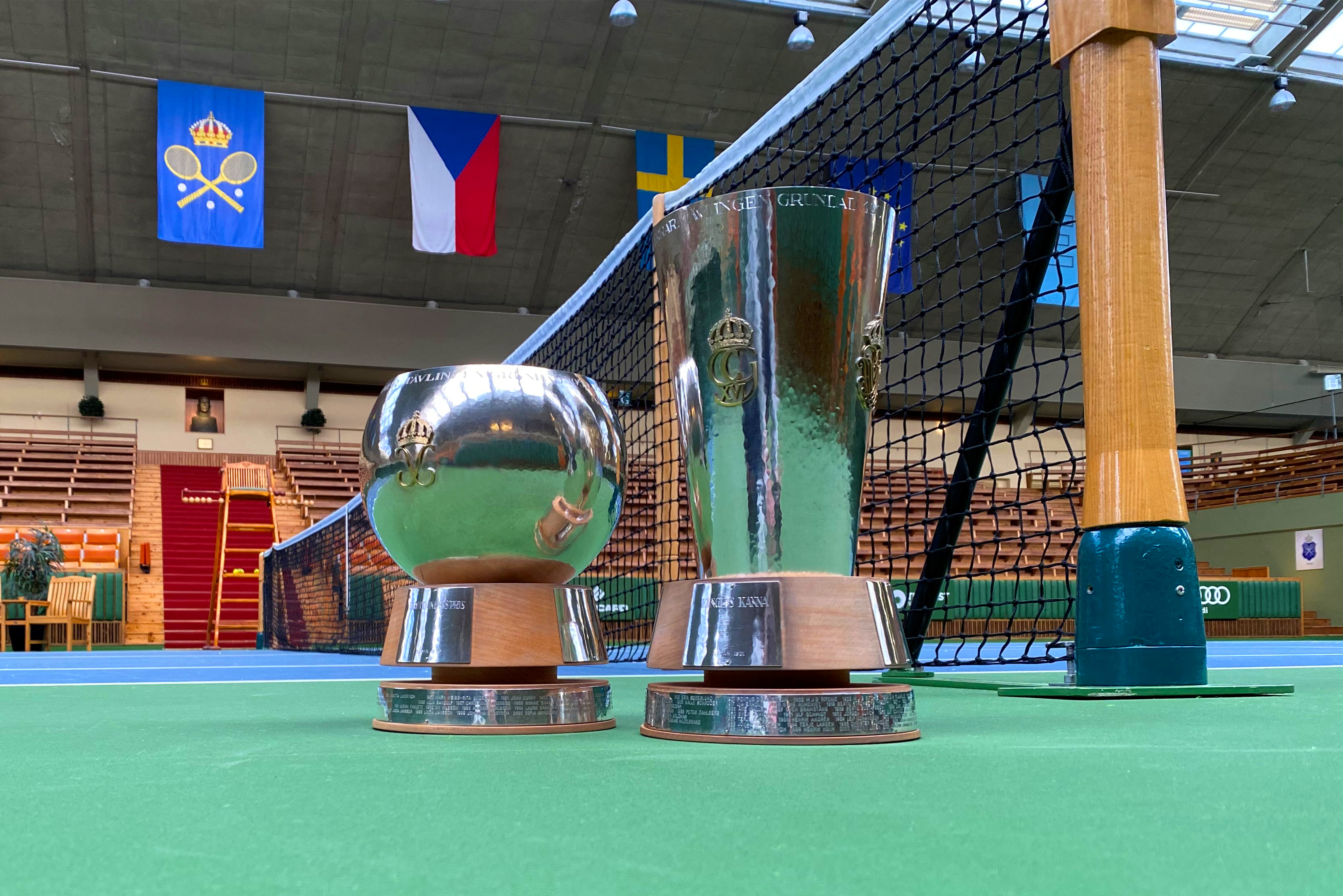
Trofeje krále a královny